# Motorsportgeschichte von St. Wendel

## Der alte Stadtkurs

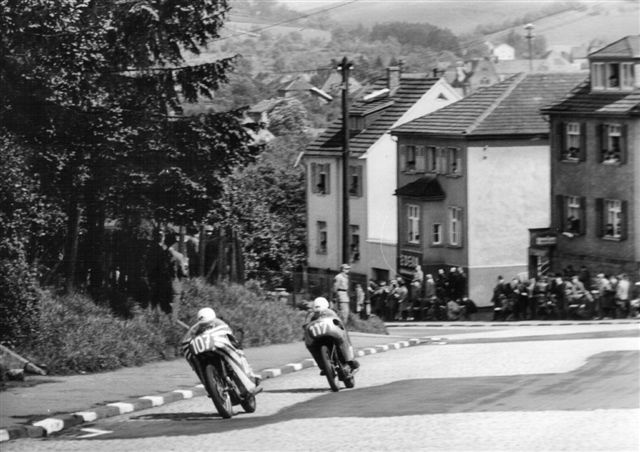
1962 auf dem alten Stadtkurs, Anstieg in der Tholeyerstraße

Der Motorsport-Club St. Wendel veranstaltete ab 1949 Rennen in St. Wendel. Zuerst wurden diese noch im in der Nähe gelegenen Ort Eisweiler auf dem sogenannten Allerburg-Ring ausgetragen. Später fand man auf der Suche nach einer größeren und breiteren Rennstrecke den knapp 3,8 km langen Stadtkurs in St. Wendel, der bis zu 75.000 Zuschauer fassen konnte. Auf ihm fanden die Rennen ab 1950 statt. Mit der Zeit wurde die Veranstaltung immer größer und bald gehörten über das ganze Rennwochenende auch Festzelte und Star-Besuche dazu. 1951 hatte der Film Bitterer Reis zu diesem Anlass in St. Wendel Deutschlandpremiere. 1952 verständigten sich die Deutsche Oberste Motorradsportkommisson und die Französische Motorsportföderation darauf, dass bei dem eigentlich nationalen Preis des Saarlandes auch deutsche und französische Fahrer antreten durften.
Im Mai 1953 wurde auf dem Kurs erstmals ein internationales Rennen, der „1. Internationale Preis des Saarlandes“ gefahren. Ab 1954 durfte sich dieser „Internationale Preis“ auf Anordnung der FIM offiziell „Großer Preis des Saarlandes“ nennen. Nach der Rückgliederung des Saarlandes in die Bundesrepublik wurde der Name wieder in „Internationaler Preis des Saarlandes“ geändert, da es sonst Überschneidungen mit dem Großen Preis von Deutschland gegeben hätte. 1964, der Motorsport-Club St. Wendel war inzwischen ein Ortsverein des ADAC Saarland, fand das letzte Rennen auf dem Stadtkurs statt. Die Bergabpassage des Straßenkurses wurde nach dem damaligen Vorsitzenden des MCW, August Balthasar, August-Balthasar-Straße genannt. Umgangssprachlich heißt diese Straße aber immer noch „Rennstrecke“.

### Schnellste Rennrunden
| Jahr | Fahrer          | Marke     | Höchstgeschwindigkeit |
| ---- | --------------- | --------- | --------------------- |
| 1953 | Tommy Wood      | Norton    | 113,4 km/h            |
| 1954 | Maurice Quincey | Norton    | 114,2 km/h            |
| 1955 | John Grace      | Norton    | 122,854 km/h          |
| 1956 | John Storr      | Norton    | 120,36 km/h           |
| 1957 | Eric Hinton     | Norton    | 121,76 km/h           |
| 1958 | Harry Hinton    | Norton    | 121,87 km/h           |
| 1959 | Paddy Driver    | Norton    | 124,76 km/h           |
| 1960 | Dickie Dale     | Norton    | 124,65 km/h           |
| 1961 | Frank Perris    | Norton    | 123,63 km/h           |
| 1962 | Gary Hocking    | MV Agusta | 126,5 km/h            |
| 1963 | Mike Duff       | Matchless | 124,31 km/h           |
| 1964 | Luigi Taveri    | Honda     | 126,48 km/h           |

## Der neue Kurs 1982–1992
Von 1982 bis 1992 kam es auf einer geänderten Strecke zu einer Neuauflage durch den MSC-Nordsaar mit Juppi Brill als Rennleiter. Es wurden zwar einige Läufe der Deutschen Motorradmeisterschaft ausgetragen, man konnte aber nicht mehr an die großen Erfolge auf dem alten Stadtkurs anknüpfen. Nach den tödlichen Unfällen von Gerold Fischer und Klaus Liegibel wurde der Rennbetrieb eingestellt.
Der alte und der neue Kurs sind bis auf einige geänderte Abzweigungen und Kurven sowie neue Verkehrskreisel im Prinzip noch erhalten, allerdings ohne das berüchtigte Kopfsteinpflaster.

## Wendelinuspark-Rennstrecke
Die Wendelinuspark-Rennstrecke besteht aus einem Offroadteil und Teilen des Parkplatzes und des Inlinerrundweges des Wendelinusparks.
Mit der Gründung des Wendelinusparks fand man geeignetes Gelände, um die Motorsport-Tradition in St. Wendel wieder aufleben lassen zu können. 2003 wurde auf dem neuen Rundkurs, der etwas von der alten Strecke entfernt liegt, das erste Mal die Supermoto-Weltmeisterschaft ausgetragen. Die Start-Ziel-Gerade entsprach hierbei der (gedachten) Verlängerung der Nordgeraden der alten Strecke.
Seit 2003 richtet der ADAC Saarland auf der „Wendelinuspark-Rennstrecke“ im Wendelinuspark eine Supermoto-Veranstaltung aus, so z. B. in den Jahren bis 2007 die Europameisterschaft, 2008 und 2009 einen Lauf der Weltmeisterschaft. seit 2011 wird jeweils ein Lauf der Internationalen Deutschen Supermoto Meisterschaft (IDSM) auf der Rennstrecke ausgetragen.
Neben dieser Hauptveranstaltung wurden im Wendelinuspark auch Slalom-Rennen ausgetragen.
2009 und 2010 konnte man auf der Strecke anlässlich des 60. Motorsportjubiläums wieder originale Motorräder aus der Glanzzeit des Motorsports in St. Wendel bewundern. Star dieser Veranstaltung war der ehemalige Weltmeister Luigi Taveri. Die Oldtimervariante der Strecke ist für 22 Fahrzeuge zugelassen. Auch 2012 und 2014 wurde wieder eine „Motorsport Klassik“ mit Präsentationsfahrt auf dem alten Stadtkurs gefahren.

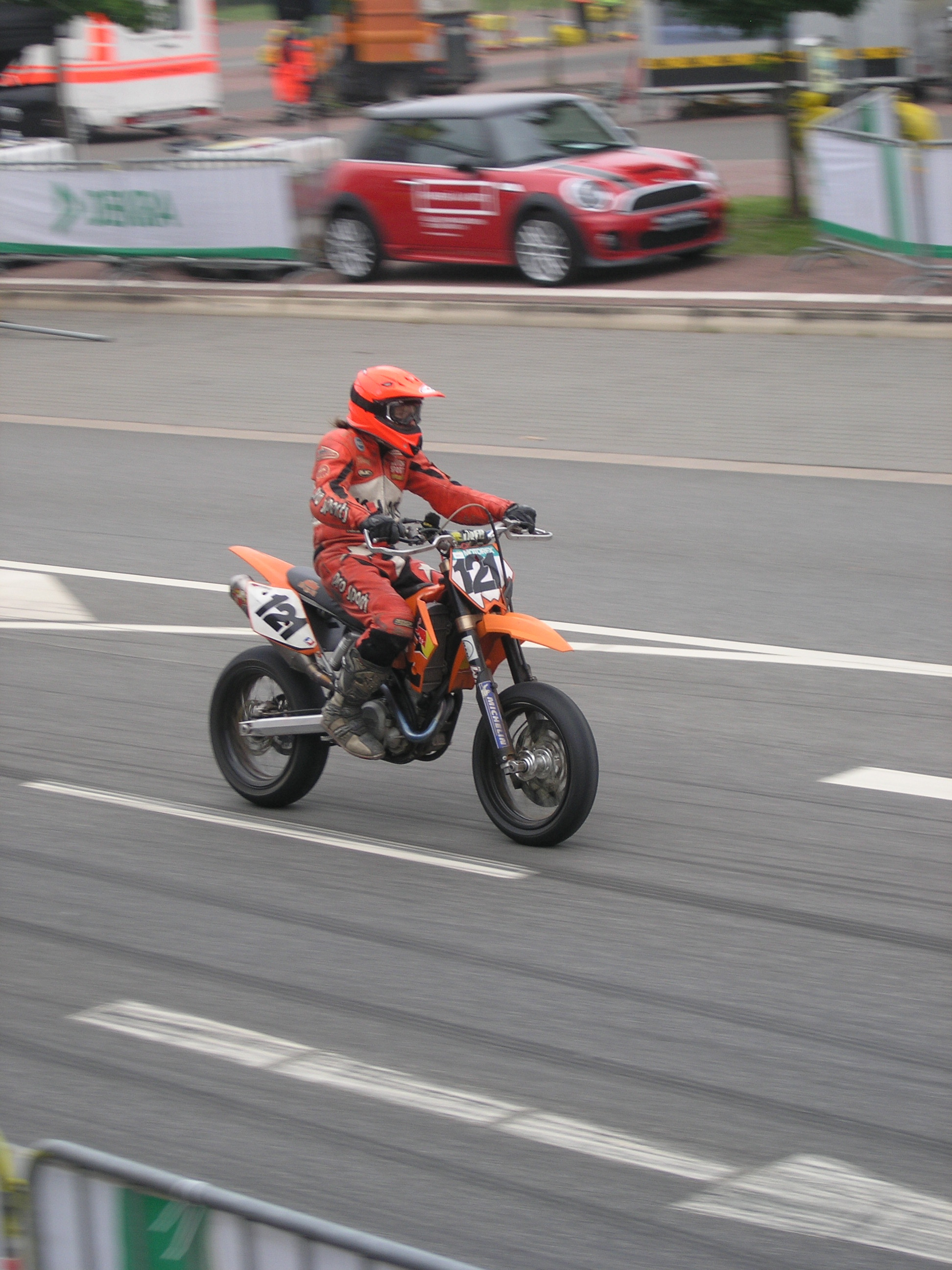
Supermoto auf der Rennstrecke im Wendelinuspark
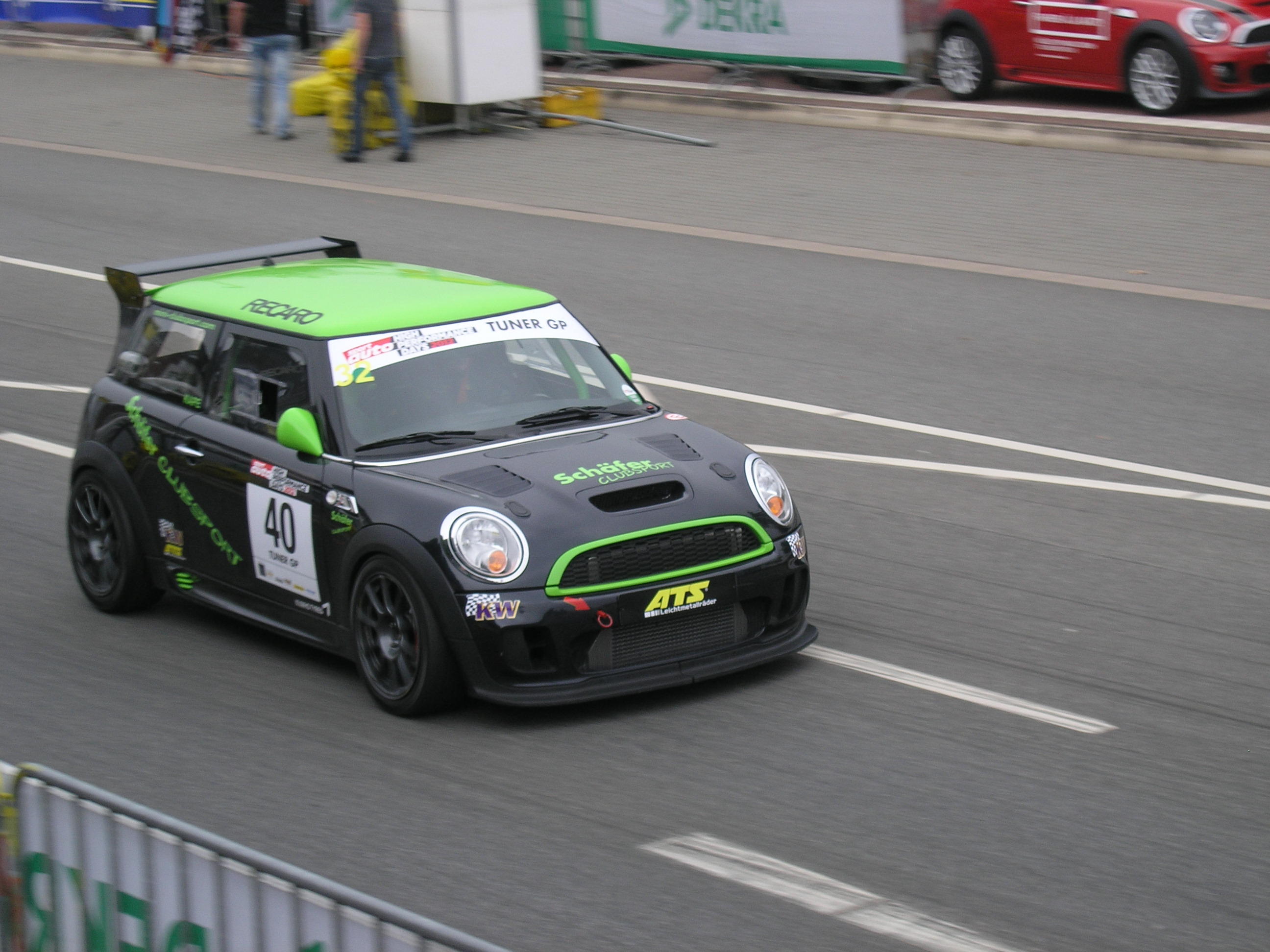
Rallye-Präsentation auf der Rennstrecke im Wendelinuspark

## Rallyesport
Noch einmal wiederbelebt wurde der neue Stadtkurs in den 2000er-Jahren. So fanden dort mehrmals als Zuschauerrundkurs angelegte Wertungsprüfungen der Rallye-Weltmeisterschaft statt. 2006 wurde die Strecke dabei in umgekehrter Richtung gefahren. 